# Jama Michalika

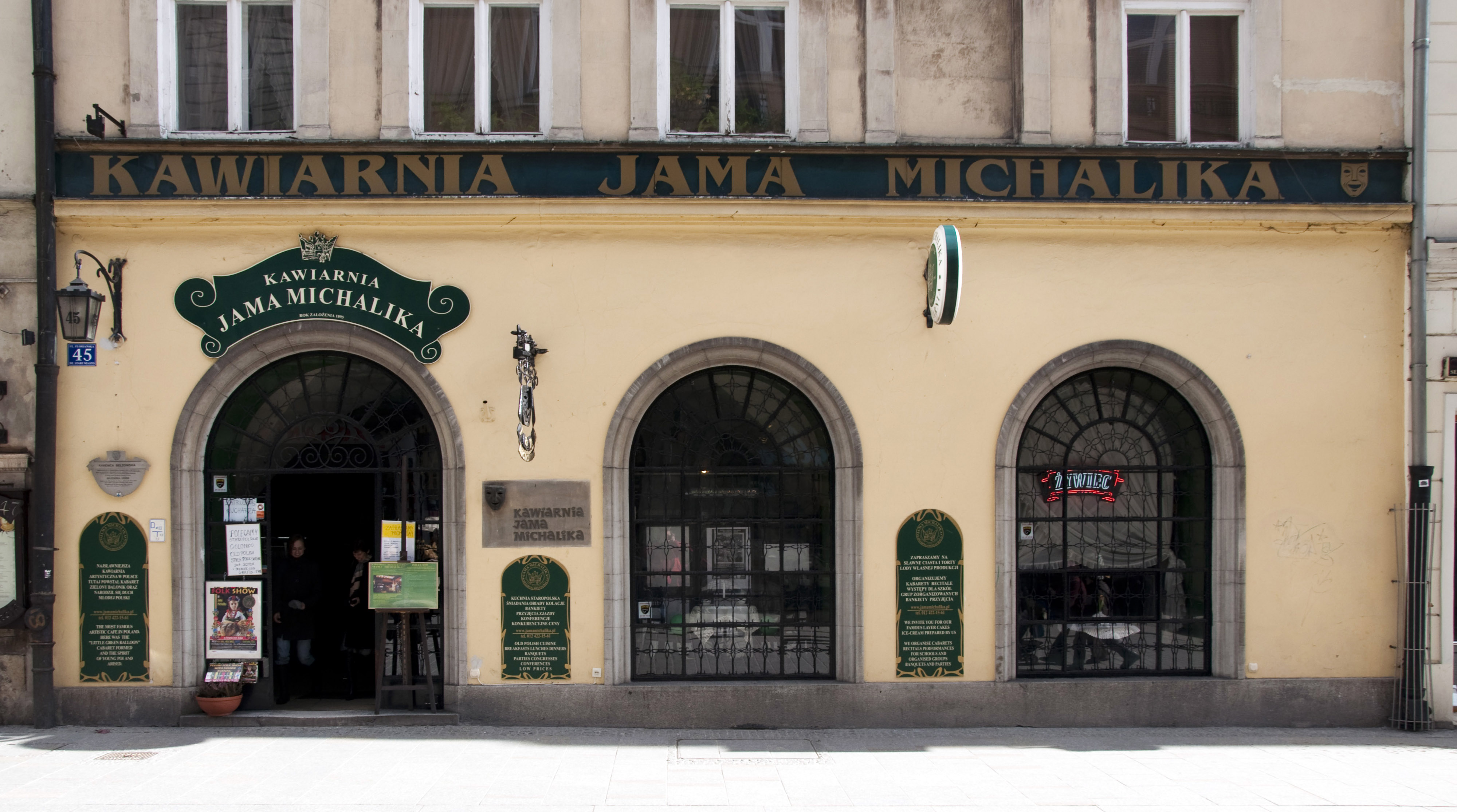
Eingang zur Jama Michalika

Die Jama Michalika (deutsch Michaliks Höhle) ist eines der ältesten Krakauer Cafés und wurde 1895 von Jan Apolinary Michalik eröffnet, damals noch unter dem Namen Cukiernia Lwowska (Lemberger Konditorei). Der jetzige Name entstand, da Michalik sich anfangs nur einen einzigen Raum ohne jegliche Fenster leisten konnte. Die ausgezeichnete Lage in der Ulica Floriańska 45 sowie das ausgezeichnete Konditorei-Angebot und die Einladung an Studenten der nahegelegenen Akademie der Schönen Künste, hier gegen kleine Kunstwerke kostenlos zu essen, ließ die Höhle schnell sehr populär werden. So gehörten bald Maler, Zeichner, Literaten, Dichter und Bildhauer zu seinen häufigsten Gästen.

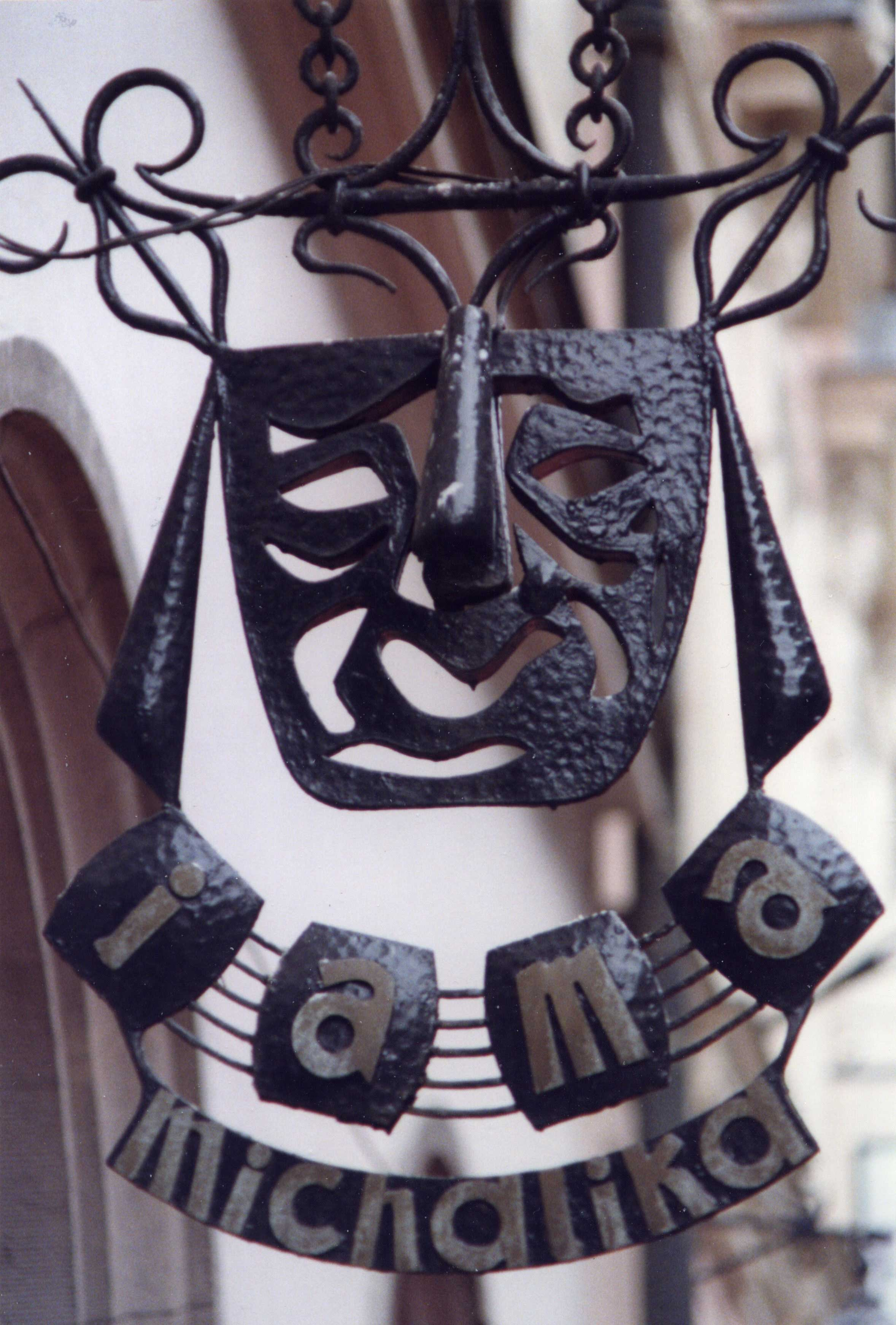
Maske (rechts vom Eingang)

1905 begann das Kabarett Zielony Balonik (Grüner Ballon) hier aufzutreten. Seinen Namen verdankte das Kabarett einer belanglosen Gegebenheit: Ein Junge ließ am Tag der Eröffnung vor dem Café einen grünen Luftballon fallen. Das Kabarett wurde Treffpunkt der Krakauer Bohème und die Texte von Tadeusz Boy-Żeleński und anderer Krakauer Literaten haben einen Platz in der polnischen Literaturgeschichte gefunden. Als Höhepunkt jedes Kabarettabends galt der Auftritt eines Puppentheaters. Die Puppen – Werke Krakauer Künstler – stellten Personen aus der Krakauer Prominenz dar. Bis heute sind die Marionetten des Kabaretts in einer Vitrine zu sehen und die außerordentlich schönen Möbel im Jugendstil sind mit grünem Stoff bezogen. Die Werke der ehemaligen Kunststudenten schmücken die Wände. Elegante Spiegel, Glasfenster, Lampen, Vitrinen laden zum Bestaunen ein. 